# Ugo da Carpi

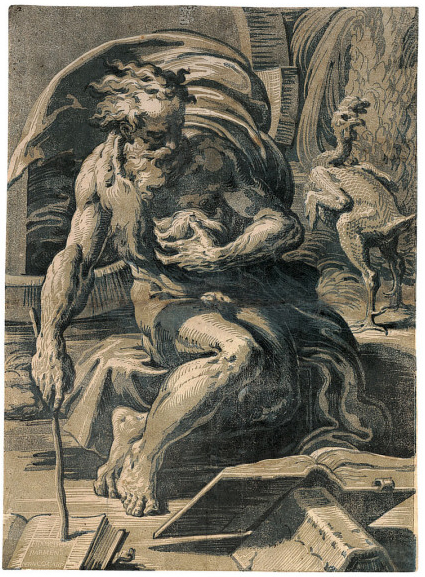
Diógenes (c. 1524-29), xilografía al claroscuro, reproducción de una pintura de Parmigianino.

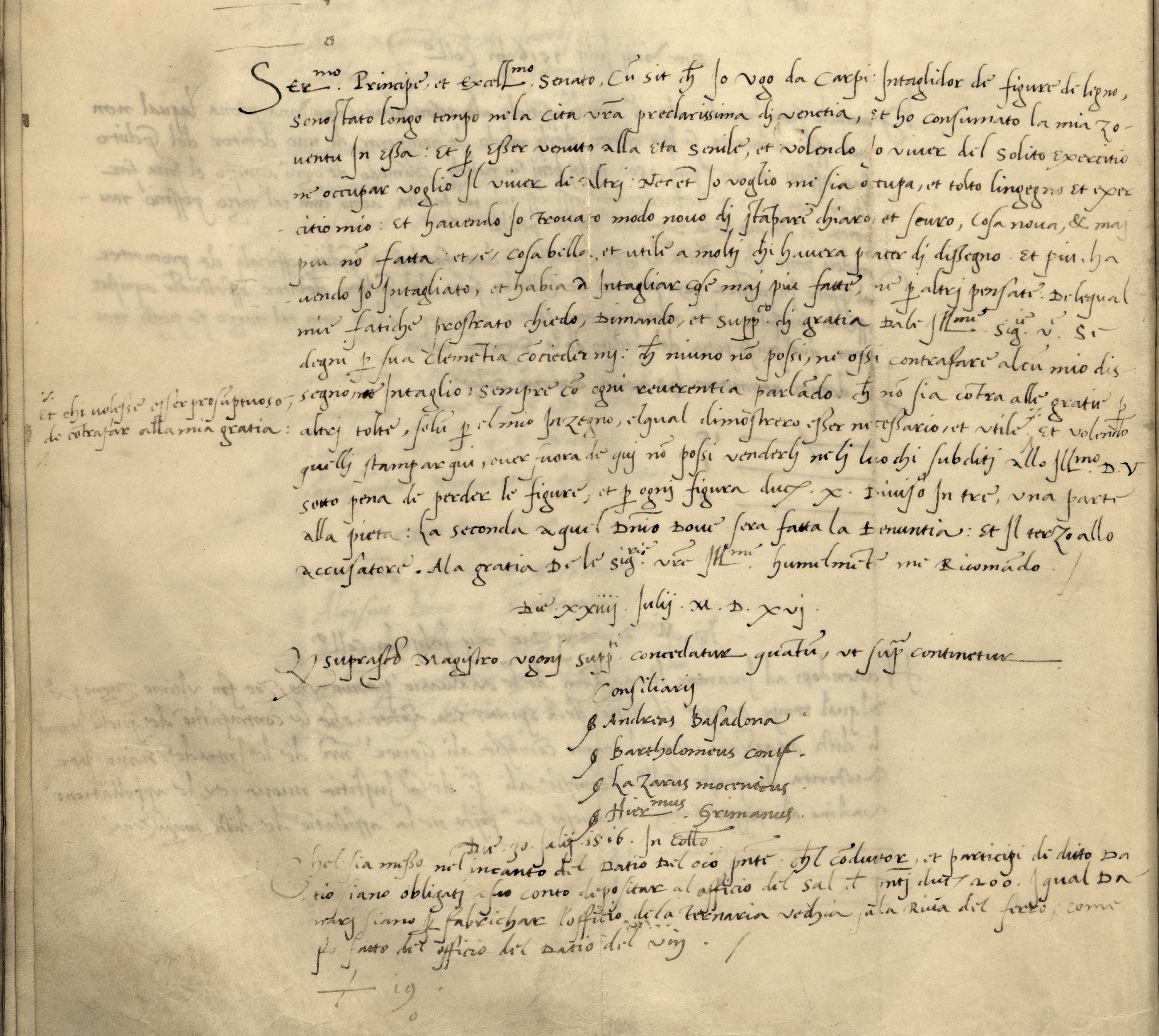
Petición de su patente, 1516.

Ugo da Carpi (Carpi, ca. 1486 – Bolonia, 1532) fue un pintor y grabador italiano, el primer practicante del arte de la xilografía a colores y al claroscuro (chiaroscuro), técnica que supone la utilización de varias planchas de madera para el mismo grabado. Cada plancha produce un diferente tono del mismo color.
Llegó a Venecia en 1506, donde entró en relación con los impresores y con el círculo de Tiziano. En 1516, requirió del Senado veneciano la patente de su método de grabado. Tras una estancia en Roma, donde fue influido por el clasicismo de Rafael, volvió a Venecia huyendo del Saco de Roma de 1527.
La mayor parte de sus trabajos son copias de pinturas de Tiziano, Rafael y Parmigianino, como el titulado Hércules expulsando la Avaricia del Templo de las Musas. Además de su obra más famosa, Diógenes (ca. 1524-1529), otros grabados suyos son Héroe y sibila, Descendimiento de la Cruz, Historia de Simón el mago, David golpeando la cabeza de Goliat, La matanza de los inocentes, Ananías condenado a muerte, Eneas salvando a su padre Anquises, etc.

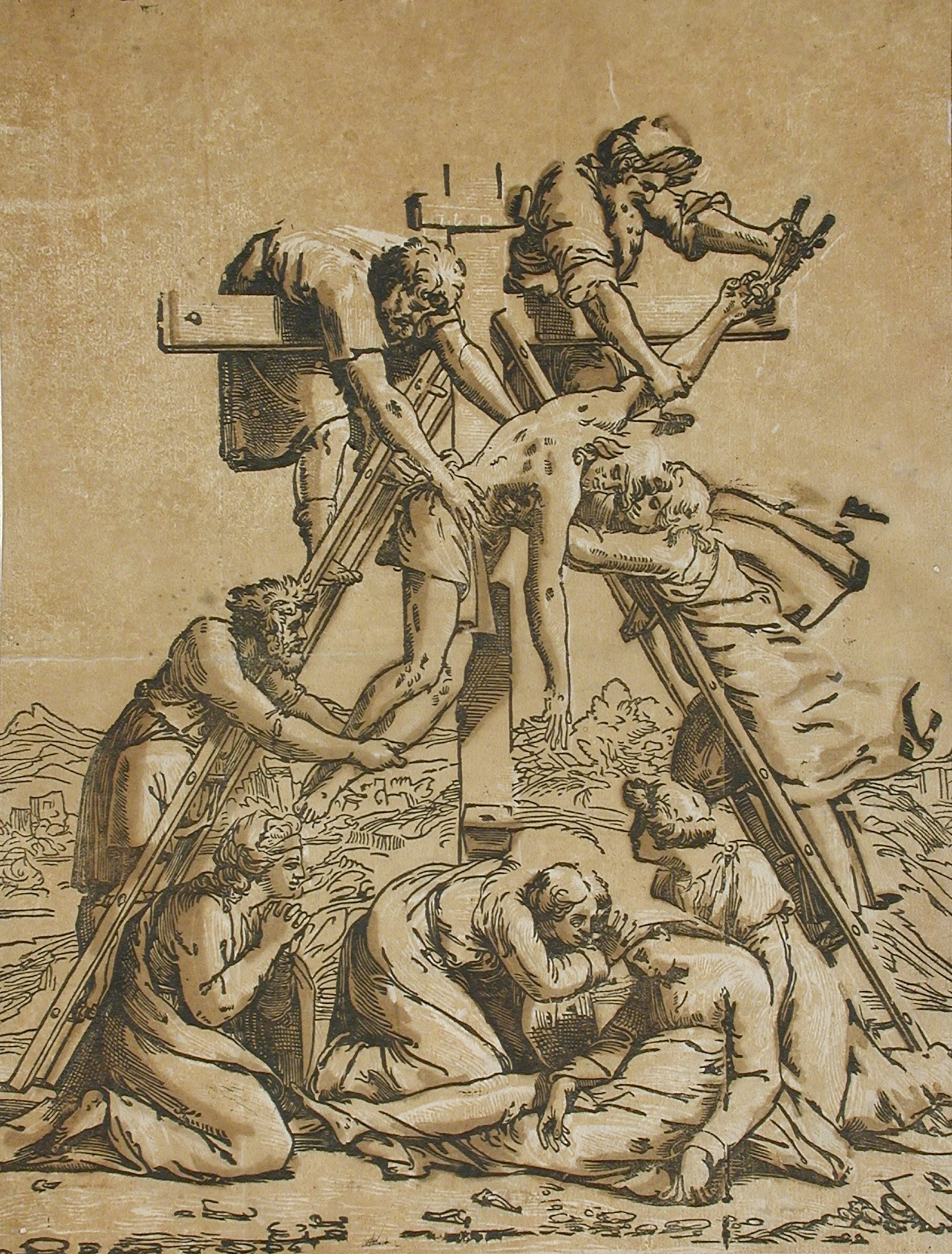
Descendimiento
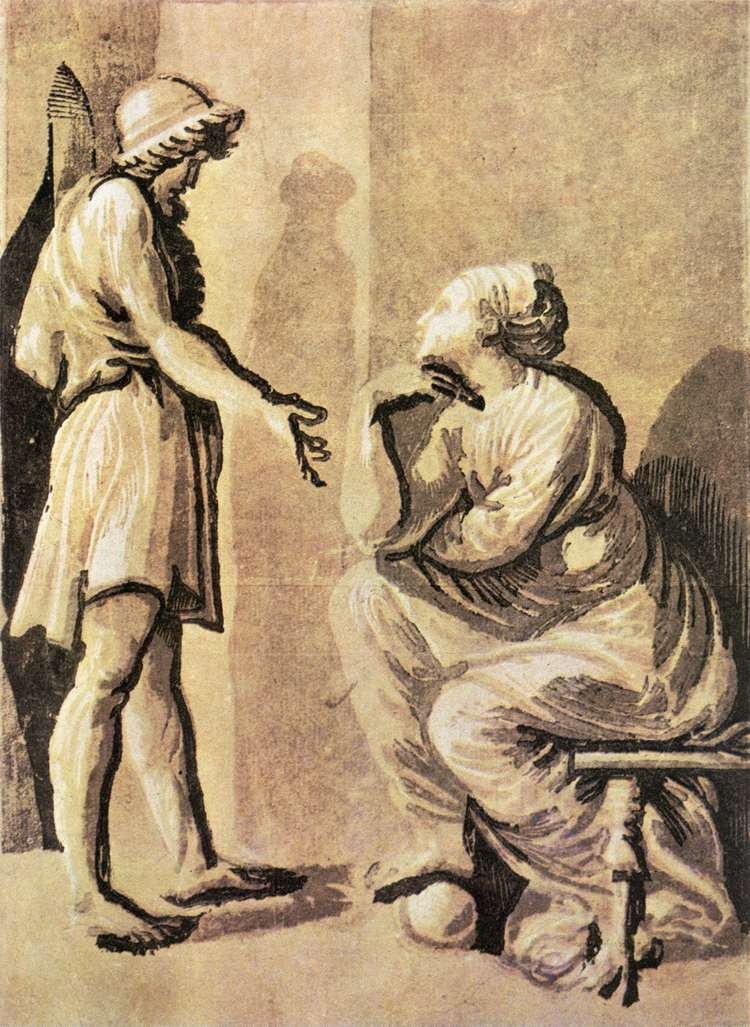
Héroe y Sibila